# McCredie
McCredie az Amerikai Egyesült Államok északnyugati részén, Washington állam Klickitat megyéjében elhelyezkedő kísértetváros.
McCredie postahivatala 1926 és 1934 között működött. A település névadója William Wallace McCredie, az állami képviselőház tagja.

## Fordítás
Ez a szócikk részben vagy egészben  a   McCredie, Washington című angol Wikipédia-szócikk ezen változatának fordításán alapul.  Az eredeti cikk szerkesztőit annak laptörténete sorolja fel. Ez a jelzés csupán a megfogalmazás eredetét és a szerzői jogokat jelzi, nem szolgál a cikkben szereplő információk forrásmegjelöléseként.